# Panteistisk solipsism
Panteistisk solipsism är en teknisk term som även kallas world as a myth och går ut på att alla fiktiva universum existerar som parallella universum till vårt eget så någonstans är till exempel Landet Oz verkligt. Termen skapades av science fiction-författaren Robert A. Heinlein i några av hans böcker och historier. Men även Stephen King har använt termen i vissa historier. I Robert A. Heinleins senaste noveller reser och interagerar huvudpersonerna med Landet Oz.
Vanliga argument för teorin är att tankeenergi måste komma någonstans ifrån eftersom energi varken kan skapas eller förstöras och energin från maten räcker inte både till hjärnan och kroppen, eller det skulle inte finnas övervikt eftersom den överblivna energin gått åt till hjärnarbetet. Andra argument är att om man förstorar upp något materiellt tillräckligt mycket så ser man att det består av energi som den som driver hjärnan.
En del serier utgår från teorin, bland annat Fables och League of Extraordinary Gentlemen.